# パラワンコクジャク
パラワンコクジャク（パラワン小孔雀、Polyplectron emphanum）は、鳥綱キジ目キジ科コクジャク属に分類される鳥類。別名ナポレオンコクジャク。

## 分布
フィリピン（パラワン島）固有種

## 形態
全長オス50センチメートル、メス40センチメートル。翼長オス19-19.5センチメートル、メス17-17.5センチメートル。全身の羽衣は褐色で、黒色斑が入る。
卵は長径4.5センチメートル、短径3.6センチメートル。卵はピンクや淡褐色がかった白。
オスは頭頂の羽毛が伸長する。頭部の羽衣は黒く、頬に白色斑が入る（眼上部に白い眉状の筋模様＜眉斑＞が入る個体もいる）。背から尾羽にかけての羽衣は黒や黒褐色で、褐色や淡褐色の横縞が入る。尾羽や尾羽基部を被う羽毛（上尾筒）には青や青緑色の斑紋が入り、斑紋は黒や淡褐色で縁取られる。下面の羽衣は黒い。眼の周囲に羽毛がなく、赤い皮膚が裸出する。嘴や後肢は黒い。メスは頭頂の羽毛があまり伸長しない。全身の羽衣が褐色で、顔や眼先、喉の羽衣は白い。嘴や後肢は褐色。

## 生態
標高600メートル以下にある原生林に生息する。以前は沿岸部に生息していたが、開発により山間部に生息する。
食性は雑食で、飼育下では果実、種子、昆虫などを食べた例がある。
繁殖形態は卵生。12-翌1月に繁殖すると考えられている。飼育下では4-5個の卵を産んだ例がある。抱卵期間は18-20日。

## 人間との関係
開発による生息地の破壊、食用の乱獲などにより生息数は減少している。